# Abkommen der Baie James und des Quebecer Nordens
Das Abkommen der Baie James und des Quebecer Nordens (französisch Convention de la Baie-James et du Nord québécois, abgekürzt CBJNQ) ist ein im Jahr 1975 geschlossener Vertrag zwischen der Regierung der kanadischen Provinz Québec und Vertretern der indigenen Ethnien Cree und Inuit in der Region Nord-du-Québec. Es regelt Fragen der wirtschaftlichen Entwicklung und der Landnutzung sowie die Einrichtung einer Reihe von kulturellen, sozialen und behördlichen Institutionen für Ureinwohner, deren Gemeinschaften vom Vertrag erfasst sind. Ein leicht veränderter Vertrag, das Abkommen des nordöstlichen Québec (Convention du Nord-Est québécois, CNEQ), besteht seit 1978 mit den Naskapi.

## Geschichte
Vor der Gründung Kanadas waren die Gebiete im Norden Québecs Teil von Ruperts Land, dem von der Hudson’s Bay Company verwalteten Territorium. 1870 gelangte ganz Ruperts Land zu Kanada und 1895 wurde aus dem Gebiet zwischen der Provinz Québec und der Hudsonstraße der Ungava-Distrikt der Nordwest-Territorien. 1898 erweiterte Québec seine Grenzen nordwärts zum Rivière Eastmain. 1912 gelangte auch der restliche Ungava-Distrikt zu Québec – unter der Voraussetzung, dass später ein Abkommen mit den Ureinwohnern der Region ausgehandelt würde, das ihre kulturellen Rechte anerkennt und die Landnutzung regelt. Zuvor gab es für dieses Gebiet kein solches Abkommen und die Regierung Québecs führte vorerst auch keine Verhandlungen.
In den 1960er-Jahren begann Québec mit der Erschließung des Wasserkraftpotenzials im Norden und gründete 1971 die Société d’énergie de la Baie James (SEBJ), eine Tochtergesellschaft des staatlichen Energieversorgungsunternehmens Hydro-Québec, um das Baie-James-Wasserkraftprojekt voranzutreiben. Dieses gigantische Projekt stieß auf Widerstand der in der Region lebenden Cree und Inuit, die schwerwiegende Konsequenzen für ihre traditionelle Lebensweise befürchteten. Die Association des Indiens du Québec, eine ad hoc gebildete repräsentative Vereinigung der Betroffenen, protestierte gegen das Vorhaben und sicherte sich die Unterstützung von Jean Chrétien, dem Bundesminister für Indianerangelegenheiten, der ihren Rekurs vor Gericht finanzierte. Im November 1973 erwirkten die Cree eine Verfügung durch den Obersten Gerichtshof von Québec, die zu einem vorübergehenden Baustopp führte. Zwar hob der Oberste Gerichtshof von Kanada die Verfügung sieben Tage später wieder auf, doch der Provinzregierung blieb aufgrund des Drucks der Öffentlichkeit keine andere Wahl, als mit den Ureinwohnern zu verhandeln.
Am 15. November 1974, genau ein Jahr nachdem die Verfügung erteilt worden war, unterzeichneten die Bundesregierung, die Provinzregierung, die Unternehmensleitung von Hydro-Québec, der Große Rat der Cree und die Vereinigung der Inuit eine Grundsatzvereinbarung. Die Unterzeichnung des ausgearbeiteten Vertrags erfolgte schließlich am 11. November 1975. Das Abkommen betraf zunächst nur die Ansprüche der Cree und der Inuit. Am 31. Januar 1978 unterzeichneten die Naskapi ein ähnlich lautendes Vertragswerk.

## Inhalt
Das Abkommen umfasst folgende Themenbereiche:
- Landnutzung

Das traditionelle Land der Unterzeichner wird in drei Kategorien unterteilt:
- Kategorie I: Land, dessen Nutzung exklusiv den Ureinwohnern Québecs vorbehalten ist (14.000 km²)
- Kategorie II: Land im Besitz der Provinz, auf dem die Jagd, das Fischen und das Fallenstellen den Ureinwohnern vorbehalten wird; außerdem werden die Forstwirtschaft, der Bergbau und der Tourismus von gemeinsamen Behörden verwaltet (155.000 km²)
- Kategorie III: Öffentlich zugängliches Land im Besitz der Provinz, auf dem die Ureinwohner einige spezifische Arten exklusiv jagen und fischen dürfen; die sonstige Bewirtschaftung des Landes obliegt gemeinsamen Behörden (911.000 km²)

- Umweltschutz und soziale Maßnahmen

Das Abkommen sieht zwei konsultative Komitees aus Vertretern von Ureinwohnern und Regierungsbeamten vor, um die Regierung zu beraten, wie sich neue Gesetze und Verordnungen auf die Umwelt und die Sozialstruktur auswirken. Südlich des 55. Breitengrades ist das Comité consultatif pour l’environnement de la Baie-James zuständig, in Nunavik (das alle Gebiete nördlich des 55. Breitengrades umfasst) die Commission de la qualité de l’environnement Kativik. Ein Evaluationskomitee überprüft Bauprojekte auf ihre Umweltverträglichkeit.
- Wirtschaftliche Entwicklung und finanzielle Entschädigung

Die Bundesregierung, die Provinzregierung und Hydro-Québec verpflichteten sich dazu, die Ureinwohner im nördlichen Québec finanziell zu entschädigen. 225 Millionen CAD wurden bereitgestellt, um die wirtschaftliche Entwicklung der Ureinwohner mittels dreier Entwicklungsgesellschaften zu fördern. Es sind dies das Bureau de l’indemnité cri, Makivik und die Société de développement des Naskapis.
- Bildung

Das Abkommen sah die Einrichtung von Schulbehörden für die Ureinwohner vor: die Commission scolaire crie für die Cree-Siedlungen, die Commission scolaire Kativik für die Inuit-Siedlungen und eine Spezialschule der Naskapi in Kawawachikamach. Zum Gebrauch der einheimischen Sprachen im Unterricht wird ausdrücklich ermutigt.
- Lokale Selbstverwaltung
- Gesundheits- und Sozialeinrichtungen